# Левдиков (Брянская область)
Левдиков — хутор в Погарском районе Брянской области в составе Гетуновского сельского поселения.

## География
Находится в южной части Брянской области на расстоянии приблизительно 6 км на юго-запад по прямой от районного центра города Погар.

## История
Упоминался с первой половины XIX века. С 1920-х годов совхоз «Победа». В 1859 году здесь (хутор Стародубского уезда Черниговской губернии) было учтено 9 дворов, в 1892 — 8. На карте 1941 года отмечен был как совхоз «Победа».

## Население
Численность населения: 48 человек (1859 год), 98 (1892), 113 человек в 1979, 39 (русские 99 %) в 2002 году, 9 в 2010.